# Под рушевинама
„Под рушевинама” је југословенски ТВ филм из 1987. године. Режирао га је Александар Мандић а сценарио је написао Радомир Путник по делу Душана Васиљева.

## Улоге
| Глумац                | Улога |
| --------------------- | ----- |
| Тихомир Арсић         |       |
| Мира Бањац            |       |
| Милутин Бутковић      |       |
| Бранко Цвејић         |       |
| Дубравко Јовановић    |       |
| Миодраг Мики Крстовић |       |
| Жарко Лаушевић        |       |
| Весна Малохоџић       |       |
| Раде Марковић         |       |
| Марко Тодоровић       |       |